# Alquería (al-Ándalus)
Una alquería (del árabe en árabe: القرية‎ al-qarīa, ‘pueblo, caserío’) designaba en al-Ándalus a las pequeñas comunidades rurales que se situaban en las inmediaciones de las ciudades, presentando en cierto modo una continuación de las villas romanas.

## Historia
La alquería es una pequeña comunidad rural de unas pocas casas, conformada por una o varias familias, que se dedicaban a explotar las tierras de los alrededores, así como a actividades ganaderas. Constituye de alguna manera la continuación de la villa romana y, como esta, ha dado origen a múltiples localidades, como Albacete, Alfafar (Valencia) o Benejama (Alicante), entre muchas otras. Al igual que otras villas rurales, se crearon en tiempos de paz social, ya que por lo general no disponían de defensas propias, aunque solían estar dotadas de una torre que servía como granero y refugio. En ciertas épocas y zonas llegaron incluso a utilizar otros tipos más sólidos y efectivos de fortificación. Tras la conquista cristiana se siguió usando el término para referirse a este tipo de poblamientos y no es hasta el siglo XV cuando empieza a adquirir su sentido actual de casa de labor.